# Estelline, Texas
Estelline là một thị trấn thuộc quận Hall, tiểu bang Texas, Hoa Kỳ. Năm 2010, dân số của thị trấn này là 145 người.

## Dân số
- Dân số năm 2000: 168 người.
- Dân số năm 2010: 145 người.